# Aleksandra Radwan
Aleksandra Radwan (ur. 11 kwietnia 1990 w Lublinie) – polska aktorka teatralna, filmowa, telewizyjna, radiowa i dubbingowa.

## Życiorys
Absolwentka I Liceum Ogólnokształcącego im. Stanisława Staszica w Lublinie (2008). W czasach licealnych była aktorką w lubelskim Teatrze Panopticum. W roku 2014 ukończyła studia w Akademii Teatralnej im. Aleksandra Zelwerowicza w Warszawie. Reprezentowała Polskę na międzynarodowych festiwalach teatralnych: ITSelF Festival (Polska), Festival Bańska Bystrica (Słowacja), International Festival European Regions (Czechy).

## Nagrody
- 2011–2013: Stypendium Rektora Akademii Teatralnej w Warszawie dla Najlepszych Studentów.
- 2013: stypendium Funduszu Stypendialnego „Na rzecz młodych talentów 2013”.
- 2013: nagroda „Młody Talent 2013”.
- 2014: Nagroda Ministra Kultury i Dziedzictwa Narodowego dla studentów uczelni artystycznych za osiągnięcia w twórczości artystycznej.

## Dorobek artystyczny

### Role teatralne
- 2011: Gran Operita w reżyserii Marcina Przybylskiego jako Eli, Teatr Współczesny, Warszawa
- 2012: Warsztat w reżyserii Katarzyny Anny Małachowskiej, Teatr Collegium Nobilium, Warszawa
- 2012: Wesele Stanisława Wyspiańskiego w reżyserii Jarosława Gajewskiego jako Kaśka, Czepcowa, Teatr Collegium Nobilium, Warszawa
- 2012: Noce Sióstr Bronte Susanne Schneider w reżyserii Bożeny Suchockiej jako Emily Jane Brontë, Teatr Collegium Nobilium, Warszawa
- 2012: Zwiastowanie Paula Claudela w reżyserii Lembita Petersona, Teatr Polski, Warszawa
- 2012: MP4 w reżyserii Mariusza Benoit, Teatr Powszechny, Warszawa
- 2013: Progressive-eliminacje w reżyserii Zbigniewa Zamachowskiego jako dziewczyna (główna rola żeńska w scenariuszu), Teatr ROMA, Warszawa
- 2014: Bolesław Śmiały Stanisława Wyspiańskiego w reżyserii Bartosza Zaczykiewicza i Andrzeja Seweryna jako Dziewka Niewierna, Teatr Polski, Warszawa
- 2016: Słynny niebieski prochowiec – spektakl muzyczny na podstawie piosenek Leonarda Cohena w reżyserii Romana Kołakowskiego jako Zuzanna – Teatr Piosenki
- 2016: Leśmian – spektakl muzyczny w reżyserii Małgorzaty Kaczmarskiej – Teatr Scena
- 2016: Seksbomba w reżyserii Romualda Szejda, jako Sam, czyli seksbomba – Teatr Scena Prezentacje
- 2016: Piosenki ze starej pasieki – koncert piosenek Jana Krzysztofa Kelusa w reżyserii Romana Kołakowskiego – Teatr Narodowy – transmisja TVP2
- 2017: Dylan – Cohen – Stachura, reż. Roman Kołakowski, Teatr Piosenki
- 2017: Miłości Chopina, reż. Andrzej Ferenc – Teatr Scena

### Teatr Telewizji
- 2011: Dolina nicości w reżyserii Wojciecha Nowaka i Wawrzyńca Kostrzewskiego jako młoda Witecka

### Filmografia

#### Filmy
- 2012: Martwe dzieci (Dead children) Mateusza Pyzy jako Ola
- 2015: Zaburzenia, reż Jakub Nurzyński, jako szefowa
- 2016: Upadek Ikara, reż Paweł Son Ngo
- 2017: Ksiądz, reż. Wojciech Smarzowski
- 2018: Gospodarz, reż Paweł Son Ngo, jako Niewinna
- 2018: Pitbull. Ostatni pies, reż. Władysław Pasikowski

#### Seriale
- 2011: Wiadomości z drugiej ręki jako fanka Tomasza, TVP2
- 2011: Julia jako Kinga, TVN
- 2011: Układ warszawski jako Dorota Donimirska, TVN
- 2012: Prawo Agaty jako studentka, TVN
- 2013: Art House (odcinek pilotowy) jako Sylwia
- 2015: Ojciec Mateusz jako Julia, TVP
- 2015: Powiedz: TAK! jako sekretarka, POLSAT
- 2015: M jak miłość jako pielęgniarka, TVP2
- 2015: Singielka jako kasjerka
- 2016: Barwy szczęścia jako Żaneta, TVP2
- 2016: Ranczo jako spikerka telewizyjna, TVP1
- od 2017: Na Wspólnej (serial telewizyjny) jako Agata Kochańska, TVN
- 2017: Ultraviolet jako sekretarka (odc. 10)
- 2024: Korona królów. Jagiellonowie jako księżniczka Wasylisa Holszańska

#### Dubbing
- 2009: Trzej muszkieterowie – film animowany, jako Pudel Planchet
- 2009: A Penguin too close – trailer filmu animowanego, jako Pingwin Mike
- 2009: Klub Winx – serial animowany (seria VI), Start International Polska
- 2011: Koszykarze – serial animowany, jako: Sally (odc. 29-30), Baba (odc. 33, 39), Myrina (odc. 34, 42, 46-47), Lala (odc. 37), SONICA
- 2012: Hotel 13 – serial młodzieżowy, Masterfilm
- 2012: Victoria znaczy zwycięstwo, Masterfilm
- 2012: Lego Friends – serial animowany
- od 2013: Pac-Man i upiorne przygody – serial animowany, Masterfilm dla Canal+
- 2013: Strange Hill High – serial animowany, jako Croydonia, SDI
- 2013: Akademia tańca – serial z gatunku reality show, jako Sarah (odc. 18), SONICA
- 2013: Pokémon seria: XY – serial anime, jako Miette (odc. 25), SDI
- 2014: Grzmotomocni – serial młodzieżowy, jako Ashley, Masterfilm
- 2014: Wielka szóstka, film animowany, DISNEY/SDI
- 2014: Strażnicy Galaktyki, film fabularny, DISNEY/SDI
- 2014: Pan Smród film fabularny, jako Chloe – główna rola, Masterfilm dla Nickelodeon
- 2014: S.A.W. Szkolna Agencja Wywiadowcza – serial młodzieżowy, jako Rose Gupta – główna rola, SONICA dla Teletoon+, reż. Leszek Zduń
- 2014: Koszykarze – bajka młodzieżowa, SONICA, reż. Jerzy Dominik
- 2014: Klub Winx – bajka, Start International
- 2014: Szwindel – film fabularny, Masterfilm
- 2014: Pudłaki – film fabularny, Start International, reż Bartosz Wierzbięta
- 2014: To nie ja – serial młodzieżowy, jako Delia – główna rola, SDI reż. Agnieszka Zwolińska
- 2014: Sabrina, sekrety nastoletniej czarownicy – serial animowany, jako Londa, SDI
- 2014: Japanizi Gonić Gonić Gong – serial młodzieżowy, SDI
- 2014: Scooby Doo: WrestleMania – Tajemnica ringu – film animowany, Masterfilm
- 2014: Paczki z planety X, serial animowany, SDI Media Polska
- 2014: Tom i Jerry: Jak uratować smoka – film animowany, Masterfilm
- 2015: Kumple z dżungli – na ratunek – serial animowany, Masterfilm
- 2015: Kopciuszek film fabularny, jako Kopciuszek – główna rola, DISNEY/SDI, reż. Waldemar Modestowicz
- 2015: Chica Vampiro jako Lucia, Start International, reż. Anna Apostolakis
- 2015: Tupcio Chrupcio serial animowany, jako Tupcio – główna rola, Masterfilm, reż. Małgorzata Boratyńska
- 2015: Sailor Moon S: The Movie serial animowany, jako Czarodziejka z Neptuna, reż. Leszek Zduń
- 2015: Następcy serial animowany, jako Audrey, DISNEY/SDI, reż. Artur Kaczmarski
- 2015: Avatars serial młodzieżowy, jako Lou, reż. Dobrosława Bałazy
- 2015: Dorwać Asa serial animowany, jako Jeannie i Claudia, reż. Andrzej Chudy
- 2015: Liar, Liar, Vampire film fabularny, jako Catheline Crisp
- 2015: Obrót życia (Full out) film fabularny, jako Katie, DISNEY Channel
- 2015: Miraculum: Biedronka i Czarny Kot serial animowany, jako Aurora Borell,Lila Rossi, reż. Marek Robaczewski
- 2016: Alwin i wiewiórki serial animowany
- 2016: Bogowie Egiptu film fabularny, jako Zaya, reż. Elżbieta Kopocińśka
- 2016: Zwierzogród film animowany, reż. Wojciech Paszkowski
- 2016: Angry Birds film animowany, reż. Bartosz Wierzbięta
- 2016: Księga dżungli film fabularny, reż. Waldemar Modestowicz
- 2016: Harmidom, jako Holly Harmidomska
- 2016: Monster Trucks, jako Meredith, reż. Joanna Węgrzynowska
- 2016: Gdzie jest Nemo 2 film animowany, reż. Wojciech Paszkowski
- 2016: Soy Luna, jako Flor
- 2016: Złotowłosa i miś, odc. Dziki spływ Calineczki, jako Calineczka
- 2017: Zhu Zhu serial animowany
- 2017: Spider-man serial animowany, jako Gwen Stacy
- 2017: Power Rangers, jako Trini / Żółta Rangerka, reż Elżbieta Kopocińska
- 2017: Strażnicy Galaktyki vol. 2, jako Mantis, reż. Waldemar Modestowicz
- 2017: Twój Vincent, jako Gabi, reż Artur Kaczmarski
- 2017: To my, Lalaloopsy, jako Spot Splatter Splash
- 2018: Strażniczki Kadabry, jako Layla, reż Marek Robaczewski
- 2018: Fantastyczne zwierzęta: Zbrodnie Grindelwalda jako Nagini i Carrow
- 2020: Wielkodomscy, jako Rozalka

#### Wykonanie piosenek
- 2007–2014: S.A.W. Szkolna Agencja Wywiadowcza (drugi dubbing, SONICA dla Teletoon+; odc. 2)
- 2015: Kopciuszek film fabularny, SDI Media Poland, piosenka: Słowiczy trel w adaptacji Waldemara Modestowicza
- 2016: Miasteczko South Park, odc. 262 – Bezpieczna przestrzeń (Safe Space)
- 2016: Złotowłosa i miś, odc. Dziki spływ Calineczki, piosenka Calineczki
- 2017: To my, Lalaloopsy, piosenka Spot Splatter Splash
- 2018: Strażniczki Kadabry, piosenki koncertowe Layli

### Gry
- 2017: Horizon Zero Dawn, jako Olara, siostra Broma

### Słuchowiska radiowe
- Od 2014: Matysiakowie w reżyserii Waldemara Modestowicza, jako Justyna – córka Matysiaków, Polskie Radio
- 2014: Długa ziemia według T. Pratchetta, video-słuchowisko w reżyserii Igora Brejdyganta, jako cybersekretarka, Radio Czwórka
- 2014: Czasami Pan przechodzi obok w reżyserii Krzysztofa Czeczota, w epizodach, Polskie Radio
- 2014: Popieluszka w reżyserii Waldemara Modestowicza, jako kucharka, Polskie Radio
- 2015: Trójka do pary w reżyserii Piotra Cieńskiego, jako Kornelia, Polskie Radio
- 2015: Po przerwie w reżyserii Janusza Zaorskiego, jako panna młoda, Polskie Radio 3
- 2015: Benek i Nietutejsi w reżyserii Janusza Kukuły, jako Mysz Szara
- 2015: Bazarek, jako Irenka, reż. Grażyna Lutosławska, Polskie Radio Lublin
- 2016: Spokojna głowa, czyli kryzys wieku niemowlęcego w reżyserii Waldemara Modestowicza, jako Julia, Polskie Radio Trójka
- 2016: Pielgrzymi w reżyserii Jana Warenyci, jako Młoda, Polskie Radio Trójka
- 2016: Nad miastem anioły, jako Marianna Walewicz, reż. Janusz Kukuła
- 2016: Wiedeń może być niebezpieczny, jako Jadwiga Sienkiewiczówna, reż Jan Warenycia
- 2016: Lśnienie, jako Telefonistka #2
- 2016: Powstanie Warszawskie. Wędrówka po walczącym mieście

### Audiobooki
- 2017: Zapisane w wodzie (Paula Hawkins), jako Lena Abbott
- 2017: Francuska Opowieść (Katarzyna Mirek)
- 2017: 2010: Odyseja kosmiczna (Arthur C. Clarke), jako Żenia Marczenko

### Płyty
- 2017: Słynny niebieski prochowiec wg Leonarda Cohena, MTJ, w utworach: Tańcz mnie po miłości kres, Cygańska żona, To, co każdy wie, Ona jest